# أولاد امحمد (أولاد امحمد)
أولاد امحمد هي إحدى مشيخات المملكة المغربية، تتبع جغرافيا لإقليم تاوريرت وإداريًا لأولاد امحمد. يقدر عدد سكانها بـ 8009 نسمة حسب الإحصاء الرسمي للسكان والسكنى لسنة 2004.